# Snameniwka (Nowomoskowsk)
Snameniwka (ukrainisch Знаменівка; russisch Знаменовка Snamenowka) ist ein Dorf in der ukrainischen Oblast Dnipropetrowsk mit etwa 4400 Einwohnern (2004).
Snameniwka liegt im Rajon Nowomoskowsk an der Fernstraße M 04 21 km östlich vom Nowomoskowsk und 43 km nordöstlich der Oblasthauptstadt Dnipro.
Am 26. Dezember 2017 wurde das Dorf ein Teil der neugegründeten Landgemeinde Pischtschanka, bis dahin bildete es zusammen mit den Dörfern Nowotrojizke (Новотроїцьке) und Pidpilne (Підпільне) die gleichnamige Landratsgemeinde Snameniwka (Знаменівська сільська рада/Snameniwska silska rada) im Süden des Rajons Nowomoskowsk.

## Persönlichkeiten
Im Ort kam 1938 der Bildhauer und Maler Mykola Malyschko zur Welt.